# Stylogomphus
Stylogomphus – rodzaj ważek z rodziny gadziogłówkowatych (Gomphidae).

## Podział systematyczny
Do rodzaju należą następujące gatunki:
- Stylogomphus albistylus (Hagen in Selys, 1878)
- Stylogomphus annamensis Kompier, 2017
- Stylogomphus changi Asahina, 1968
- Stylogomphus chunliuae Chao, 1954
- Stylogomphus delicatus Kompier, 2017
- Stylogomphus inglisi Fraser, 1922
- Stylogomphus lawrenceae Yang & Davies, 1996
- Stylogomphus lutantus Chao, 1983
- Stylogomphus malayanus Sasamoto, 2001
- Stylogomphus ryukyuanus Asahina, 1951
- Stylogomphus shirozui Asahina, 1966
- Stylogomphus sigmastylus Cook & Laudermilk, 2004
- Stylogomphus suzukii (Matsumura in Oguma, 1926)
- Stylogomphus tantulus Chao, 1954
- Stylogomphus thongphaphumensis Chainthong, Sartori & Boonsoong, 2020